# Куценок, Борис Самойлович
Борис Самойлович Куценок (18 октября 1897, Старовичи — 21 сентября 1981, Киев) — украинский советский врач-фтизиоортопед. Доктор медицинских наук (1957), профессор (1959).

## Биография
Борис Самойлович Куценок родился 18 октября 1897 года в Старовичи. Отец — мелкий лесопромышленника Самуил Куценок. У Бориса Самойловича было три брата и три сестры. В 1924 году окончил Киевский медицинский институт. В 1924—1925 годах работал в Украинском НИИ ортопедии. В 1930 году он стал доцентом в Киевском институте усовершенствования врачей, а затем основал и стал заведующим клиники туберкулёза.
С 1941 по 1945 год, во время Второй мировой войны служил военным врачом. По воспоминаниям Иона Дегена: 

Андрей Булгаков, мой сосед по госпитальной палате, был летчиком. В декабре 1941 года он выпрыгнул из горящего самолёта с высоты 4000 метров. Парашют не раскрылся… Пропахав глубокий снег, летчик, с крутого откоса соскользнул на замерзшую реку. Невыносимая боль сковала поясницу. Ног он не чувствовал. В госпитале определили паралич нижних конечностей и перелом пяти позвонков… А спустя 10 лет мы случайно встретились с ним в Киеве. Андрей шел, даже не прихрамывая. На ноги его поставил доктор Б. Куценок…
В 1946 году Борис Самойлович создал и возглавил клинику костно-суставного туберкулеза и руководил ей до 1980 года. Борис Куценок предложил разные принципиально новые подходы лечения и модифицировал прошлые методики радикальных операций при туберкулезе суставов и позвоночника. Борис Куценок вёл курс по костно-суставному туберкулезу в Киевском институте усовершенствования врачей.
В 1957 году стал доктором медицинских наук. С 1959 года — профессор.
Скончался 21 сентября 1981 года в Киеве.

## Семья
- Жена — Анна Яковлевна Равицкая, кандидат медицинских наук[6][1];
- Сын — Яков Борисович Куценок, доктор медицинских наук, главный научный сотрудник отдела травматологии и ортопедии детского возраста Института травматологии и ортопедии АМН Украины[6][1];
- Внучка — Анна Яковлевна Вовченко, кандидат медицинских наук, старший научный сотрудник Института травматологии и ортопедии[1].

## Публикации
- Роль местной аллергии в возникновении экспериментального костно-суставного туберкулеза // ВД. 1952. № 7;
- Костная пластика в оперативном лечении больных костно-суставным туберкулезом // ОТП. 1964. № 5;
- Значение хирургического метода в восстановлении трудоспособности больных туберкулезом позвоночника, осложнённых компрессией спинного мозга // Вопр. борьбы с туберкулезом: Сб. науч. работ. Челябинск, 1970;
- Реабилитация инвалидов, перенесших костно-суставный туберкулез // Туберкулез: Респ. межвед. сб. К., 1981. Вып. 13.